# 羅斯拉根鐵路
羅斯拉根鐵路（Roslagsbanan）是瑞典斯德哥尔摩的郊区电车系统。第一條綫路於1885年啓用。直至今天，有3條路線，39个车站，全長65公里，由斯德哥爾摩省透過斯德哥爾摩交通公司擁有，委託法国交通发展集团營運。

## 歷史背景
羅斯拉格鐵路的建造始於1885年，最初是烏普蘭東部窄軌鐵路網的一部分，採用三瑞典尺軌距，由斯德哥爾摩 - 林博鐵路營運，1892年開始電氣化，是瑞典最早的電氣化鐵路，1909年斯德哥爾摩 - 羅斯拉根鐵路接手營運。二戰之後瑞典国家铁路將路線收歸國有，1960年代許多路線因為不敵公路運輸發展而關閉，1969年斯德哥爾摩省接手，並由斯德哥爾摩交通公司 (SL)營運。 
然而SL發現該路線存在很多問題。首先羅斯拉根鐵路是窄軌，因此無連接到其他鐵路網絡，同時也造成其運行速度很慢，而靠近線路末端的地區大多是單線的，因此運量很低。正因為如此，關閉鐵路並用公車取代的建議被提出，但公眾對此表示強烈反對，在1980年全民公決後，省政府決定拯救羅斯拉根鐵路並投資新列車和現代化基礎設施。 
最終斯德哥爾摩成功保留該路線，如今羅斯拉格鐵路是瑞典唯一仍在運行的窄軌鐵路。Arriva自2013年獲得營運權，2022年之後由法国交通发展集团接手。 

## 线路
| 標誌 | 起终点                     | 长度 (公里) | 站点数 |
| ---- | -------------------------- | ----------- | ------ |
| L27  | 斯德哥爾摩東站 – Kårsta    | 41.5        | 23     |
| L28  | 斯德哥爾摩東站 – Österskär | 29.5        | 20     |
| L29  | 斯德哥爾摩東站 – Näsbypark | 11.5        | 12     |

## 車輛
目前使用兩種列車X10p與X15p電力動車組。X10p由ABB 戴姆勒-賓士運輸製造，1988年開始使用，1995年之後完全取代舊列車，並在2011~2013年間翻新，列車為3節編組，1動2拖，最高速度80km/h，目前有動力車35輛、駕駛拖車34輛、中間拖車32輛。2017年SL宣布購買新列車X15p，最初訂購22列，目前增至26列，X15p列車為3節編組，由施泰德鐵路製造，最高速度120km/h，2020年開始交付，2022年投入營運。

## 未來計畫
羅斯拉根鐵路的未來計畫包括：
- 建設到地鐵中央站的地下隧道，以方便轉乘斯德哥尔摩地铁。另外該工程完工後，目前終點站斯德哥爾摩東站（英语：Stockholm East Station），和周遭線路將廢止，釋出土地將用於建造公共住宅，預計2026年完工。[6]
- 另有延伸至阿蘭達機場的可行性研究，但沒有進一步行動。

### 網站
1. ↑  . （原始内容存档于2007-10-13） （瑞典语）.
2. ↑  .   [2022-08-08]. （原始内容存档于2012-05-05） （瑞典语）.
3. ↑  . www.jarnvag.net.   [2022-08-08]. （原始内容存档于2022-03-17） （瑞典语）.
4. ↑  . www.jarnvag.net.   [2022-08-08]. （原始内容存档于2021-10-28） （瑞典语）.
5. ↑  . www.mitti.se. 2022-02-16  [2022-08-08]. （原始内容存档于2022-05-15） （瑞典语）.
6. ↑  . 2017-03-31  [2022-08-08]. （原始内容存档于2022-02-21） （英语）.

### 其他
- (PDF). Storstockholms Lokaltrafik. 2006-05-18. （原始内容 (PDF)存档于2008-04-09）.
- (PDF). Storstockholms Lokaltrafik. 2007-06-21. （原始内容 (PDF)存档于2007-09-27）.

## 链接
- Stockholm Transport[] - 官方网页
- Stockholm - UrbanRail.net上的介绍